# Kultura Kongemose
Kultura Kongemose – nazwa niniejszej jednostki kulturowej związana jest z nazwą eponimicznego stanowiska Kongemose położonego na Zelandii. Zespół zjawisk kulturowych utożsamianych z omawianą kulturą obejmował swym zasięgiem obszary dzisiejszej Danii oraz południowej części Skandynawii. Rozwój owej jednostki kulturowej wyznaczają daty od ok. 6 do ok. 5 tys. lat temu. Bezpośrednią jednostką kulturową, która wytworzyła się na podłożu kultury Kongemose była kultura Ertebølle. Inwentarz kamienny w owej kulturze reprezentowany jest przez duże zbrojniki w kształcie rombów, które pozyskiwano przy zastosowaniu techniki wiórowej. Techniką rdzeniowania pozyskiwano masywne narzędzia w rodzaju rozłupców i „siekier”. Inwentarz kościany reprezentowany jest przez ostrza „sztyletów”, „motyk” i narzędzi siekierkowatych. Gospodarka kultury Kongemose miała charakter mieszany, dominowało rybołówstwo morskie głównie na dorsze i węgorze oraz na ssaki morskie m.in. foki, praktykowano również zbieractwo małży i ślimaków. Polowania na ssaki lądowe m.in. jelenie, sarny, miały niewielkie znaczenie w strategii pozyskiwania pożywienia przez ludność tej kultury.